# 安徽省含山中学
安徽省含山中学（简称含山中学或含中；英语:Hanshan High School）位于安徽省马鞍山市含山县褒禅山路16号，是一所高级中学，创办于1938年，为安徽省示范高中。学校先后被授予安徽省文明单位、全国群众性体育先进集体、安徽省电化教育一类达标学校、安徽省示范高中等。

## 校史
安徽省含山中学创办于1938年，建校初原名“七邑联中”。

## 现状
截止于2023年1月10号，学校共有教职工220人，正高级教师1人，高级教师99人，其中有2人获省“教坛新星”称号，7人获“市学科带头人”称号，22人获“市骨干教师”称号。

### 教学成绩
2020年，应届一本达线437人。
2021届高考，理科最高分665分，文科最高分641分，600分以上73人，全校本科达线810人 。

## 文化

### 校训
崇实、自信、立志、担当